# Супербоул LIII

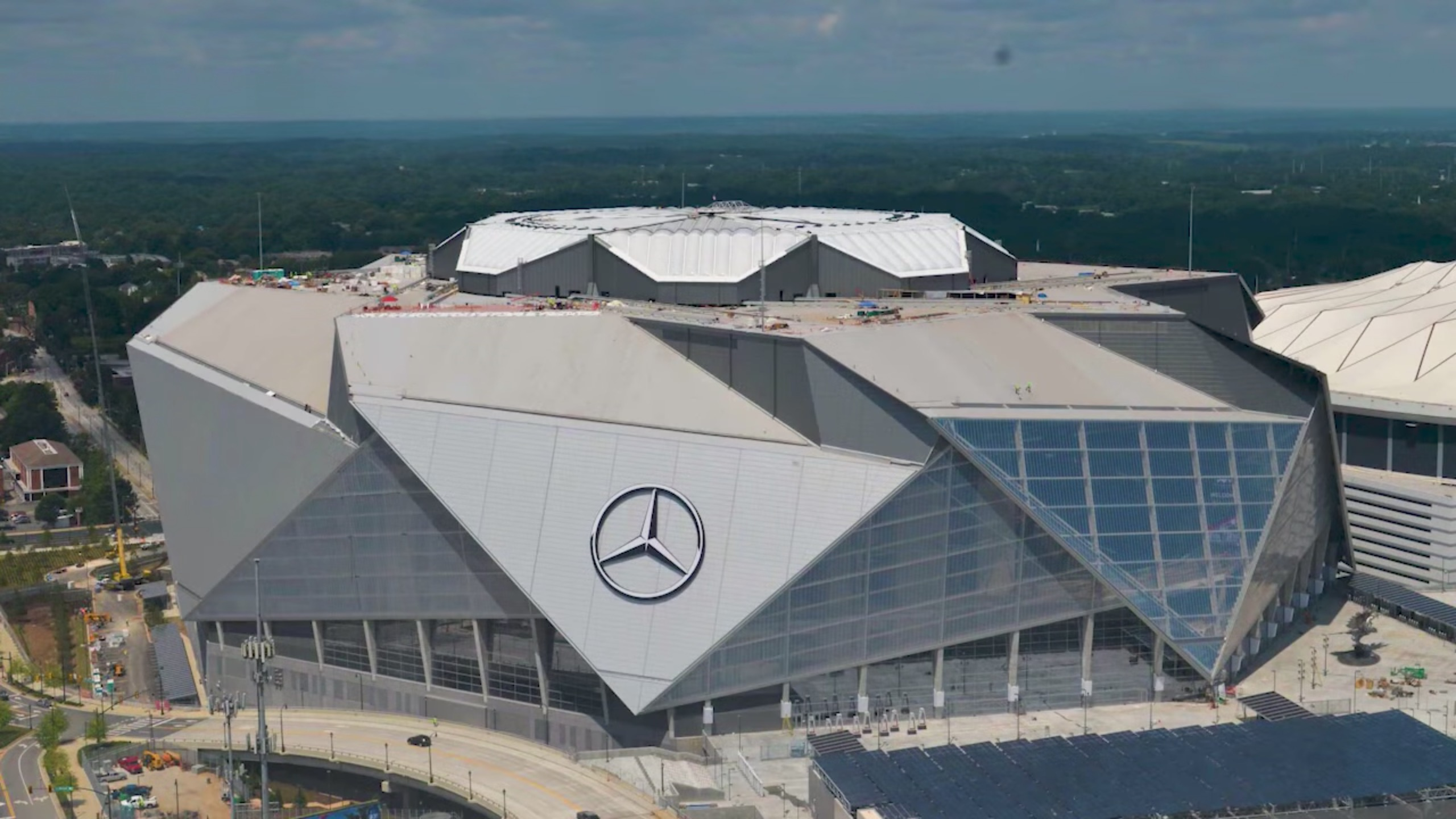
Mercedes-Benz Stadium в Атланті, місце проведення Супербоул LIII.

Супербоул LIII — 53-й матч Супербуол, вирішальна гра Національної футбольної ліги в сезоні 2018 року. Матч пройшов 3 лютого 2019 року на Mercedes-Benz Stadium в місті Атланта (штат Джорджія, США).
Це був третій Супербоул в Атланті, де раніше проходив Супербоул XXVIII в 1994 році і Супербоул XXXIV у 2000 році на стадіоні Georgia Dome.
У матчі отримали право грати найкраща команда Американської футбольної конференції — Нью-Інгленд і Національної футбольної конференції — Лос-Анджелес Реймс.

## Передісторія гри
Команди раніше зустрічалися між собою в Супербоула XXXVI, що проходив 3 лютого 2002. У ньому Патріоти перемогли Реймс, на той момент з Сент-Луїса, і завоювали свій перший кубок. З учасників того матчу продовжував виступати тільки квотербек Патріотів Том Бреді.
Реймс, як домашня команда в щорічній ротації між командами AFC і NFC, вирішила вибрати на матч форму синьо-жовтих квітів.
НФЛ офіційно розпочало святкування сторіччя на Суперкубку LIII, напередодні свого 100-го сезону який стартував пізніше в цьому році — 5 вересня.

## Медіа і шоу
Перед початком гри Гледіс Найт виконала Гімн США.
13 січня 2019 року НФЛ офіційно оголосила, що поп-група Maroon 5 стане хедлайнером шоу Супербоула LIII. До неї в якості гостей приєдналися Big Boi з Outkast і Travis Scott . Артисти, які погодилися виступити на Супербоулі LIII, зіткнулися з критикою через звернення НФЛ і нібито внесення в чорний список Коліна Каперніка за те, що він протестував проти жорстокості поліції, встаючи на коліно під час державного гімну перед іграми За повідомленнями, кілька артистів відхилили пропозиції виступити в грі.
Трансляцію Супербоула LIII в рамках щорічного циклу між трьома основними партнерами телевізійного мовлення НФЛ вела CBS, який став для неї ювілейним — 20-м. Як і в попередньому Супербоула для CBS (Super Bowl 50), ESPN Deportes вела трансляцію гри на іспанською мовою . Для показу гри CBS використовувала в цілому 115 камер, в тому числі камери з роздільною здатністю 8K в енд-зоні (end zones) — вперше в спортивній телетрансляції мережі США, а також графіком доповненої реальності на рівні поля і «близько» (останнє створюється за засобом бездротового портативної камери).
З базовою ціною, трохи перевищує 5 мільйонів доларів США за 30-секундний ролик, вартість реклами на Супербоула залишилася незмінною в порівнянні з попередніми трьома роками. Станом на початок січня велика частина рекламного часу була розпродана, за винятком кількох «місць» у другій половині гри.
Anheuser-Busch зробив найбільшу в історії рекламну покупку для Супербоула з вісьмома різними рекламними роликами різної тривалості (загальна тривалість 5 з половиною хвилин ефірного часу) для 7 продуктів, в тому числі три рекламувалися під час гри вперше.

## Гра
Ушосте перемогу в Супербоула здобув «Нью-Інгленд Петріотс», обігравши «Лос-Анджелес Реймс» 13-3, і зрівнялися з досягненням з Піттсбург Стілерс .
Уайд ресивер «Патріотів» Джуліан Едельман був визнаний найціннішим гравцем матчу, зробивши 10 прийомів на 141 ярд. Він став другим після Тома Бреді гравцем Патріотів якого отримав титул MVP матчу. А сам Том Бреді став самим титулування гравцем ліги — шестиразовим володарем персня чемпіона НФЛ.
Гра стала нерезультативної в історії Супербоула. Команди набрали всього 16 очок на двох, «перевершивши» Супербоул VII, в якому було набрано 21 очко. А перша половина, що закінчилася з рахунком 3-0, другий «за результативністю» після Супербоул IX де рахунок після половини був 2-0.